# Volley Pesaro 2017-2018
Questa voce raccoglie le informazioni riguardanti il Volley Pesaro nelle competizioni ufficiali della stagione 2017-2018.

## Stagione
Nella stagione 2017-18 il Volley Pesaro assume la denominazione sponsorizzata di myCicero Volley Pesaro.
Partecipa per la prima volta alla Serie A1, a seguito della promozione dalla Serie A2; chiude la regular season di campionato al settimo posto in classifica, qualificandosi per i play-off scudetto: viene eliminata durante i quarti di finale dalla Savino Del Bene.
Grazie al settimo posto al termine del girone di andata del campionato, il Pesaro si qualifica per la Coppa Italia, eliminato nei quarti dall'AGIL.

## Organigramma societario
Area direttiva
- Presidente: Barbara Rossi, Giancarlo Sorbini

Area tecnica
- Allenatore: Matteo Bertini
- Allenatore in seconda: Andrea Marco Burini
- Scout man: Luca Nico

Area sanitaria
- Medico: Piero Benelli, Alfredo Bressan
- Fisioterapista: Claudio Di Lorenzi, Gabriele Palucci
- Preparatore atletico: Simone Mencaccini

## Rosa
| N° | Nome              | Ruolo | Data di nascita  | Nazionalità sportiva |
| -- | ----------------- | ----- | ---------------- | -------------------- |
| 1  | Tatjana Bokan     | S     | 9 aprile 1988    | Montenegro           |
| 2  | Carlotta Cambi    | P     | 28 maggio 1996   | Italia               |
| 3  | Rossella Olivotto | S     | 27 aprile 1991   | Italia               |
| 5  | Yamila Nizetich   | S     | 27 gennaio 1989  | Argentina            |
| 6  | Veronica Angeloni | S     | 6 luglio 1986    | Italia               |
| 7  | Alessia Ghilardi  | L     | 5 maggio 1979    | Italia               |
| 8  | Silvia Bussoli    | S     | 22 novembre 1993 | Italia               |
| 9  | Freya Aelbrecht   | C     | 10 febbraio 1990 | Belgio               |
| 10 | Lise Van Hecke    | O     | 1º luglio 1992   | Belgio               |
| 11 | Gloria Baldi      | O     | 31 maggio 1993   | Italia               |
| 12 | Giulia Carraro    | P     | 25 luglio 1994   | Italia               |
| 16 | Alessia Arciprete | S     | 6 settembre 1997 | Italia               |
| 18 | Chiara Lapi       | C     | 3 marzo 1991     | Italia               |

## Mercato
| Acquisti | Acquisti          | Acquisti          | Acquisti   |
| R.       | Nome              | da                | Modalità   |
| -------- | ----------------- | ----------------- | ---------- |
| S        | Alessia Arciprete | Pesaro            | definitivo |
| C        | Freya Aelbrecht   | Pro Victoria      | definitivo |
| S        | Veronica Angeloni | -                 | definitivo |
| O        | Gloria Baldi      | Millenium Brescia | definitivo |
| S        | Tatjana Bokan     | Azərreyl          | definitivo |
| P        | Carlotta Cambi    | AGIL              | definitivo |
| P        | Giulia Carraro    | Hermaea           | definitivo |
| S        | Yamila Nizetich   | Seramiksan        | definitivo |
| C        | Chiara Lapi       | Millenium Brescia | definitivo |
| O        | Lise Van Hecke    | Beşiktaş          | definitivo |

| Cessioni | Cessioni              | Cessioni              | Cessioni   |
| R.       | Nome                  | a                     | Modalità   |
| -------- | --------------------- | --------------------- | ---------- |
| S        | Alice Degradi         | SAB                   | definitivo |
| P        | Isabella Di Iulio     | Savino Del Bene       | definitivo |
| L        | Nicole Gamba          | Filottrano            | definitivo |
| O        | Elenī Kiosī           | Trentino Rosa         | definitivo |
| C        | Federica Mastrodicasa | Cuneo Granda          | definitivo |
| S        | Alice Pamio           | Montecchio Maggiore   | definitivo |
| P        | Rebecca Rimoldi       | Wealth Planet Perugia | definitivo |
| S        | Alice Santini         | Zambelli Orvieto      | definitivo |
| C        | Viola Tonello         | Mondovì               | definitivo |

## Risultati

### Serie A1

#### Girone di andata
| 1ª giornata - 15 ottobre 2017 PalaBaldinelli, Osimo          | Filottrano    | 3 - 1 | Pesaro          | 20-25, 25-12, 25-19, 25-18        |
| 2ª giornata - 22 ottobre 2017 PalaCampanara, Pesaro          | Pesaro        | 0 - 3 | AGIL            | 19-25, 19-25, 19-25               |
| 3ª giornata - 28 ottobre 2017 PalaBorsani, Castellanza       | SAB           | 1 - 3 | Pesaro          | 25-18, 20-25, 22-25, 21-25        |
| 4ª giornata - 5 novembre 2017 PalaCampanara, Pesaro          | Pesaro        | 2 - 3 | River           | 25-27, 25-20, 22-25, 25-23, 12-15 |
| 5ª giornata - 12 novembre 2017 PalaRadi, Casalmaggiore       | Casalmaggiore | 0 - 3 | Pesaro          | 25-27, 23-25, 13-25               |
| 6ª giornata - 19 novembre 2017 PalaCampanara, Pesaro         | Pesaro        | 2 - 3 | Savino Del Bene | 25-23, 20-25, 12-25, 25-18, 10-15 |
| 7ª giornata - 22 novembre 2017 Palazzetto dello Sport, Monza | Pro Victoria  | 2 - 3 | Pesaro          | 23-25, 19-25, 25-22, 25-22, 12-15 |
| 8ª giornata - 26 novembre 2017 PalaCampanara, Pesaro         | Pesaro        | 3 - 0 | Bergamo         | 25-17, 25-19, 25-19               |
| 9ª giornata - 3 dicembre 2017 PalaYamamay, Busto Arsizio     | Busto Arsizio | 3 - 0 | Pesaro          | 25-20, 25-18, 26-24               |
| 10ª giornata - 10 dicembre 2017 PalaCampanara, Pesaro        | Pesaro        | 3 - 2 | San Casciano    | 25-17, 25-23, 20-25, 19-25, 15-6  |
| 11ª giornata - 16 dicembre 2017 PalaVerde, Villorba          | Imoco         | 3 - 0 | Pesaro          | 25-23, 25-19, 25-19               |

#### Girone di ritorno
| 12ª giornata - 26 dicembre 2017 PalaCampanara, Pesaro            | Pesaro          | 3 - 1 | Filottrano    | 23-25, 25-14, 25-18, 25-23        |
| 13ª giornata - 7 gennaio 2018 PalaTerdoppio, Novara              | AGIL            | 3 - 2 | Pesaro        | 25-23, 27-25, 22-25, 19-25, 15-13 |
| 14ª giornata - 14 gennaio 2018 PalaCampanara, Pesaro             | Pesaro          | 3 - 0 | SAB           | 25-15, 25-21, 25-13               |
| 15ª giornata - 17 gennaio 2018 PalaPanini, Modena                | River           | 3 - 0 | Pesaro        | 25-13, 25-15, 25-21               |
| 16ª giornata - 20 gennaio 2018 PalaCampanara, Pesaro             | Pesaro          | 3 - 1 | Casalmaggiore | 19-25, 25-23, 25-16, 25-21        |
| 17ª giornata - 28 gennaio 2018 Palazzetto dello Sport, Scandicci | Savino Del Bene | 3 - 0 | Pesaro        | 25-20, 25-13, 25-13               |
| 18ª giornata - 4 febbraio 2018 PalaCampanara, Pesaro             | Pesaro          | 2 - 3 | Pro Victoria  | 17-25, 25-16, 23-25, 25-22, 10-15 |
| 19ª giornata - 11 febbraio 2018 PalaNorda, Bergamo               | Bergamo         | 3 - 0 | Pesaro        | 25-19, 26-24, 25-23               |
| 20ª giornata - 25 febbraio 2018 PalaCampanara, Pesaro            | Pesaro          | 3 - 0 | Busto Arsizio | 25-22, 25-18, 25-23               |
| 21ª giornata - 4 marzo 2018 Nelson Mandela Forum, Firenze        | San Casciano    | 3 - 0 | Pesaro        | 25-16, 25-18, 25-20               |
| 22ª giornata - 10 marzo 2018 PalaCampanara, Pesaro               | Pesaro          | 3 - 1 | Imoco         | 19-25, 26-24, 25-21, 25-20        |

#### Play-off scudetto
| Quarti di finale (gara 1) - 18 marzo 2018 Palazzetto dello Sport, Scandicci | Savino Del Bene | 3 - 0 | Pesaro          | 25-15, 25-21, 25-21        |
| Quarti di finale (gara 2) - 24 marzo 2018 PalaCampanara, Pesaro             | Pesaro          | 1 - 3 | Savino Del Bene | 25-23, 20-25, 23-25, 19-25 |

### Coppa Italia
| Quarti di finale (andata) - 20 dicembre 2017 PalaCampanara, Pesaro  | Pesaro | 0 - 3 | AGIL   | 20-25, 16-25, 23-25 |
| Quarti di finale (ritorno) - 30 dicembre 2017 PalaTerdoppio, Novara | AGIL   | 3 - 0 | Pesaro | 25-20, 25-17, 25-18 |

## Statistiche

### Statistiche di squadra
| Competizione | Punti | In casa | In casa | In casa | In trasferta | In trasferta | In trasferta | Totale | Totale | Totale |
| Competizione | Punti | G       | V       | P       | G            | V            | P            | G      | V      | P      |
| ------------ | ----- | ------- | ------- | ------- | ------------ | ------------ | ------------ | ------ | ------ | ------ |
| Serie A1     | 32    | 12      | 7       | 5       | 12           | 3            | 9            | 24     | 10     | 14     |
| Coppa Italia | -     | 1       | 0       | 1       | 1            | 0            | 1            | 2      | 0      | 2      |
| Totale       | -     | 13      | 7       | 6       | 13           | 3            | 10           | 26     | 10     | 16     |

G = partite giocate; V = partite vinte; P = partite perse

### Statistiche dei giocatori
| Giocatore    | Serie A1 | Serie A1 | Serie A1 | Serie A1 | Serie A1 | Coppa Italia | Coppa Italia | Coppa Italia | Coppa Italia | Coppa Italia | Totale | Totale | Totale | Totale | Totale |
| Giocatore    | P        | PT       | AV       | MV       | BV       | P            | PT           | AV           | MV           | BV           | P      | PT     | AV     | MV     | BV     |
| ------------ | -------- | -------- | -------- | -------- | -------- | ------------ | ------------ | ------------ | ------------ | ------------ | ------ | ------ | ------ | ------ | ------ |
| V. Angeloni  | 0        | 0        | 0        | 0        | 0        | -            | -            | -            | -            | -            | 0      | 0      | 0      | 0      | 0      |
| F. Aelbrecht | 24       | 229      | 159      | 65       | 5        | 2            | 13           | 11           | 1            | 1            | 26     | 242    | 170    | 66     | 6      |
| A. Arciprete | 19       | 34       | 32       | 1        | 1        | 2            | 5            | 3            | 1            | 1            | 21     | 39     | 35     | 2      | 2      |
| G. Baldi     | 21       | 27       | 25       | 2        | 0        | 2            | 7            | 5            | 0            | 2            | 23     | 34     | 30     | 2      | 2      |
| T. Bokan     | 24       | 225      | 182      | 28       | 15       | 2            | 17           | 13           | 1            | 3            | 26     | 242    | 195    | 29     | 18     |
| S. Bussoli   | 17       | 1        | 1        | 0        | 0        | 2            | 4            | 3            | 1            | 0            | 19     | 5      | 4      | 1      | 0      |
| C. Cambi     | 24       | 67       | 40       | 17       | 10       | 2            | 1            | 1            | 0            | 0            | 26     | 68     | 41     | 17     | 10     |
| G. Carraro   | 18       | 3        | 1        | 0        | 2        | 2            | 3            | 2            | 1            | 0            | 20     | 6      | 3      | 1      | 2      |
| A. Ghilardi  | 24       | 0        | 0        | 0        | 0        | 2            | 0            | 0            | 0            | 0            | 26     | 0      | 0      | 0      | 0      |
| C. Lapi      | 1        | 0        | 0        | 0        | 0        | 1            | 2            | 1            | 0            | 1            | 2      | 2      | 1      | 0      | 1      |
| Y. Nizetich  | 23       | 265      | 237      | 13       | 15       | 2            | 9            | 9            | 0            | 0            | 25     | 274    | 246    | 13     | 15     |
| R. Olivotto  | 24       | 210      | 129      | 69       | 12       | 2            | 11           | 7            | 2            | 2            | 26     | 221    | 136    | 71     | 14     |
| L. Van Hecke | 24       | 336      | 294      | 25       | 17       | 2            | 22           | 21           | 1            | 0            | 26     | 358    | 315    | 26     | 17     |

P = presenze; PT = punti totali; AV = attacchi vincenti; MV = muri vincenti; BV = battute vincenti